# KDE e.V.
KDE e.V. – stowarzyszenie zarejestrowane reprezentujące społeczność skupioną wokół KDE w sprawach prawnych i finansowych. Wspiera finansowo, przez przekazywanie sprzętu i inne darowizny, a następnie dysponuje nimi, aby wspierać rozwój KDE, a nie wpływać na niego. Występujące „e.V.” w nazwie jest skrótem od eingetragener Verein (stowarzyszenie zarejestrowane). Trzy flagi w logo KDE e.V. symbolizują: wsparcie społeczności, reprezentowanie społeczności i zarządzanie społecznością.

## Historia
KDE e.V zostało założone w Arnsbergu, w Niemczech na pierwszym spotkaniu 15 przedstawicieli społeczności skupionej wokół KDE i kapitałem wynoszącym 14 000 marek (7158 €). Matthias Kalle Dalheimer uznał, że przelewanie pieniędzy na jego konto do celów związanych ze spotkaniem nie jest dobrym pomysłem, więc postanowił założyć stowarzyszenie. W sierpniu 1997 Matthias Ettrich i Matthias Kalle Dalheimer zarejestrowali stowarzyszenie KDE e.V. w Tybindze na podstawie prawa niemieckiego i zostali prezesem i wiceprezesem. Następnie zaciągnęli swoich współlokatorów i dziewczyn do stowarzyszenia, aby spełnić wymóg liczby członków niezbędny do założenia stowarzyszenia (7 osób).
W październiku 1999 Kurt Granroth został wybrany prezesem, Chris Schläger wiceprezesem, Mirko Sucker skarbnikiem, a Preston Brown członkiem zarządu podczas spotkania KDE Two.
W sierpniu 2002 na zebraniu KDE e.V. wybrano Matthiasa Dalheimera na prezesa, Mirko Böhma na skarbnika, a Evę Brucherseifer i Ralfa Noldena na członków zarządu.
26 sierpnia 2005 na zebraniu KDE e.V. wybrano na prezesa Evę Brucherseifer, wiceprezesa Cornelius Schumacher, na skarbnika Mirko Böhma, oraz Aarona Seigo jako członka zarządu. 15 października 2006, Mark Shuttleworth został pierwszym Patronem KDE (ang. Patron of KDE). 28 lutego 2007, Trolltech został pierwszym Patronem KDE (ang. Patron of KDE) będącym firmą.
2 lipca 2007 na zebraniu KDE e.V. wybrano prezesa Aarona Seigo, wiceprezesa Corneliusa Schumachera i Adriaana de Groota oraz członków zarządu: Sebastiana Küglera i Klaasa Freitaga. 3 lipca 2007, KDAB stało się Patronem KDE. 7 lipca 2007, Intel Corporation and Novell otrzymali tytuł Patron of KDE. 4 kwietnia 2008, KDE e.V. i Wikimedia Deutschland otwarły biura we Frankfurcie, a KDE e.V. zatrudniło pierwszego pracownika.
W lipcu 2009, na zebraniu KDE e.V. wybrano prezesa Corneliusa Schumachera, wiceprezesów: Adriaana de Groota i Franka Karlitscheka oraz Sebastiana Küglera i Celeste Lyn Paul jako członków zarządu. We wrześniu 2009, KDE e.V. oraz Free Software Foundation Europe (FSFE) przeniosły swoje biura do Berlina W styczniu 2010, Google stał się wspierającym członkiem KDE e.V. 9 czerwca 2010, KDE e.V. rozpoczęło kampanię „Join the Game”.

## Organizacja
| Obecny skład zarządu  | Obecny skład zarządu |
| Stanowisko            | Imię i nazwisko      |
| --------------------- | -------------------- |
| Prezes                | Cornelius Schumacher |
| Wiceprezes            | Sebastian Kügler     |
| Wiceprezes i skarbnik | Frank Karlitschek    |
| Członek zarządu       | Lydia Pintscher      |
| Członek zarządu       | Celeste Lyn Paul     |

W KDE e.V. są trzy kategorie członków: członkowie aktywni, członkowie nadzwyczajni i członkowie wspierający. Członkami mogą zostać osoby fizyczne oraz osoby prawne. Członkami aktywnymi są członkami wnoszącymi wkład w społeczność. Członkowie wspierający to członkowie wspierający społeczność KDE finansowo, np. Medas GmbH, basysKom GmbH, Sirius Corporation, Hitflip, auskunft i Google. Najwyższym poziomem członków wspierających jest Patron of KDE. Tytuł ten mają m.in. Mark Shuttleworth, SUSE, Klarälvdalens Datakonsult AB i Nokia. Wszyscy członkowie stowarzyszenia mają prawo do uczestnictwa na walnym zebraniu, które jest często częścią Akademy.
Zarząd KDE e.V. odpowiada za kierowanie stowarzyszeniem i składa się z pięciu członków wybieranych na walnym zebraniu. Ma swoją siedzibę w Berlinie i pracuje tam jeden pracownik administracji odpowiedzialny za bieżącą działalność, zbieranie zasobów i sprawy wewnętrzne. KDE e.V. prowadzi również współpracę ze studentami. Oficjalnym przedstawicielem KDE e.V. w Hiszpanii jest KDE España.
KDE e.V. jest organizacją stowarzyszoną z FSFE oraz licencjobiorcą Open Invention Network.

## Działalność
KDE e.V. organizuje i wspiera finansowo spotkania programistów, Camp KDE i Akademy oraz rozwiązuje spory prawne wewnątrz społeczności KDE.
Grupy robocze to struktury, które formalizują role i ułatwiają koordynację wewnątrz KDE i komunikację między częściami KDE Obecnie istnieje grupa odpowiedzialna za społeczność (ang. community working group, CWG), grupa marketingowa (ang. working group, MWG) oraz grupa zajmująca się administracją systemu (ang. system administration, sysadmin). Nieistniejące grupy robocze to grupa ds. interakcji człowiek-komputer (ang. human computer interaction working group, HCI WG) i techniczna grupa robocza (ang. technical working group, TWG).